# Raimondo Guglielmo des Fargues
Raimondo Guglielmo des Fargues, in lingua francese Raymond-Guilhelm des Fargues (Fargues, ... – Tolosa, 5 ottobre 1346), è stato un cardinale francese.
Era figlio di Béranger-Guillaume de Fargues e di una sorella di papa Clemente V, del quale quindi era nipote per parte di madre.

## Biografia
Fu tesoriere del capitolo della cattedrale di Beauvais e canonico della cattedrale di Mende. Fu inoltre canonico e poi decano del capitolo della cattedrale di Bayeux. Il 19 dicembre 1310 fu nominato da papa Clemente V cardinale diacono di Santa Maria Nuova. Morì a Tolosa il 5 ottobre 1346.

## Conclavi
Durante il suo periodo di cardinalato Raimondo Guglielmo partecipò ai conclavi:
- Conclave del 1314-1316 che elesse papa Giovanni XXII
- Conclave del 1334, che elesse papa Benedetto XII
- Conclave del 1342, che elesse papa Clemente VI